# 18012 Marsland
18012 Marsland è un asteroide della fascia principale. Scoperto nel 1999, presenta un'orbita caratterizzata da un semiasse maggiore pari a 2,3186197 UA e da un'eccentricità di 0,1136876, inclinata di 5,14776° rispetto all'eclittica.